# Divisiones Regionales de la Región de Murcia 1985-86
Las divisiones regionales de fútbol son las categorías de competición futbolística de más bajo nivel en España, en las que participan deportistas aficionados, no profesionales. En la Región de Murcia y en la provincia de Albacete su administración corre a cargo de las Real Federación de Fútbol de la Región de Murcia, incluyendo también clubes del sur de la provincia de Alicante. Inmediatamente por encima de estas categorías estaba la Tercera División española.
En la temporada 1985-1986 las divisiones regionales se dividen en Regional Preferente, Primera Regional y Segunda Regional.
Los primeros clasificados de Regional Preferente ascienden al grupo XIII de Tercera División.
Para la próxima temporada la Primera Regional pasa de tres a dos grupos con la marcha de los equipos castellanomanchegos.

## Regional Preferente

### Clasificación
|  |     | Equipos de fútbol           | PJ | G  | E  | P  | GF | GC  | Dif | Pts |
|  | --- | --------------------------- | -- | -- | -- | -- | -- | --- | --- | --- |
|  | 1.  | AP Almansa                  | 38 | 24 | 10 | 4  | 84 | 20  | +64 | 58  |
|  | 2.  | CD Cox                      | 38 | 23 | 10 | 5  | 66 | 26  | +40 | 56  |
|  | 3.  | CF Santomera                | 38 | 21 | 13 | 4  | 73 | 31  | +42 | 55  |
|  | 4.  | Jumilla CF                  | 38 | 20 | 14 | 4  | 58 | 28  | +30 | 54  |
|  | 5.  | CD Albaterense              | 38 | 19 | 10 | 9  | 62 | 38  | +24 | 48  |
|  | 6.  | CD Algar                    | 38 | 15 | 11 | 12 | 65 | 46  | +19 | 41  |
|  | 7.  | CD Alberca                  | 38 | 16 | 8  | 14 | 58 | 53  | +5  | 40  |
|  | 8.  | Atlético Elche de la Sierra | 38 | 16 | 8  | 14 | 63 | 73  | -10 | 40  |
|  | 9.  | CD Beniel                   | 38 | 14 | 10 | 14 | 46 | 39  | +7  | 38  |
|  | 10. | Cehegín CF                  | 38 | 15 | 7  | 16 | 66 | 63  | +3  | 37  |
|  | 11. | CD Almoradí                 | 38 | 14 | 9  | 15 | 42 | 46  | -4  | 37  |
|  | 12. | CF Javalí Nuevo             | 38 | 16 | 4  | 18 | 63 | 53  | +10 | 36  |
|  | 13. | Mazarrón CF                 | 38 | 13 | 8  | 17 | 55 | 82  | -27 | 34  |
|  | 14. | Abarán CF                   | 38 | 13 | 8  | 17 | 59 | 67  | -8  | 34  |
|  | 15. | Calasparra CF               | 38 | 10 | 14 | 14 | 33 | 46  | -13 | 34  |
|  | 16. | CD Bullense                 | 38 | 12 | 10 | 16 | 45 | 60  | -15 | 34  |
|  | 17. | Atlético Muleño             | 38 | 9  | 10 | 19 | 43 | 71  | -28 | 28  |
|  | 18. | CD Bala Azul                | 38 | 8  | 8  | 22 | 39 | 74  | -35 | 22  |
|  | 19. | CD Molinense                | 38 | 8  | 5  | 25 | 43 | 102 | -59 | 21  |
|  | 20. | CD Hellín                   | 38 | 3  | 5  | 30 | 28 | 73  | -45 | 11  |

Pts = Puntos; PJ = Partidos Jugados; G = Partidos Ganados; E = Partidos Empatados; P = Partidos Perdidos; GF = Goles Anotados; GC = Goles Recibidos
|  | Asciende a Tercera División  |
|  | Desciende a Primera Regional |

## Primera Regional

### Clasificación Grupo 1
|  |     | Equipos de fútbol         | PJ | G  | E  | P  | GF | GC | Dif | Pts |
|  | --- | ------------------------- | -- | -- | -- | -- | -- | -- | --- | --- |
|  | 1.  | Atlético Cabezo de Torres | 32 | 18 | 7  | 7  | 70 | 38 | +32 | 43  |
|  | 2.  | El Palmar CF              | 32 | 19 | 4  | 9  | 63 | 33 | +30 | 42  |
|  | 3.  | Espinardo CF              | 32 | 15 | 9  | 8  | 55 | 38 | +17 | 39  |
|  | 4.  | AD Sangonera la Seca      | 32 | 17 | 5  | 10 | 56 | 36 | +20 | 39  |
|  | 5.  | Barinas CF                | 32 | 16 | 6  | 10 | 51 | 45 | +6  | 38  |
|  | 6.  | Archena CF                | 32 | 14 | 10 | 8  | 46 | 37 | +9  | 38  |
|  | 7.  | Sangonera Atlético        | 32 | 15 | 7  | 10 | 62 | 47 | +15 | 37  |
|  | 8.  | CF Albudeite              | 32 | 15 | 5  | 12 | 55 | 51 | +4  | 35  |
|  | 9.  | UD Alhameña               | 32 | 11 | 10 | 11 | 53 | 70 | -17 | 32  |
|  | 10. | Guadalupe CF              | 32 | 11 | 8  | 13 | 47 | 50 | -3  | 30  |
|  | 11. | Moratalla CF              | 32 | 12 | 7  | 13 | 48 | 43 | +5  | 29  |
|  | 12. | AD San Miguel             | 32 | 10 | 9  | 13 | 55 | 58 | -3  | 29  |
|  | 13. | Recreativo Patiño         | 32 | 10 | 8  | 14 | 48 | 59 | -11 | 28  |
|  | 14. | UD La Copa                | 32 | 8  | 10 | 14 | 48 | 59 | -11 | 24  |
|  | 15. | Jumilla Atlético          | 32 | 9  | 6  | 17 | 36 | 65 | -29 | 24  |
|  | 16. | AD Fortuna                | 32 | 8  | 8  | 16 | 35 | 50 | -15 | 24  |
|  | 17. | Matanza                   | 32 | 2  | 5  | 25 | 27 | 76 | -49 | 5   |

Pts = Puntos; PJ = Partidos Jugados; G = Partidos Ganados; E = Partidos Empatados; P = Partidos Perdidos; GF = Goles Anotados; GC = Goles Recibidos
|  | Asciende a Regional Preferente |

### Clasificación Grupo 2
|  |     | Equipos de fútbol      | PJ | G  | E  | P  | GF | GC  | Dif | Pts |
|  | --- | ---------------------- | -- | -- | -- | -- | -- | --- | --- | --- |
|  | 1.  | La Unión Athlétic      | 34 | 27 | 5  | 2  | 93 | 12  | +81 | 59  |
|  | 2.  | AD La Manga            | 34 | 23 | 6  | 5  | 97 | 40  | +57 | 52  |
|  | 3.  | CD Tháder              | 34 | 20 | 8  | 6  | 74 | 27  | +47 | 48  |
|  | 4.  | Santa Pola CF          | 34 | 18 | 7  | 9  | 83 | 46  | +37 | 43  |
|  | 5.  | Deportiva Minera       | 34 | 17 | 9  | 8  | 63 | 28  | +35 | 43  |
|  | 6.  | CD Roldán              | 34 | 17 | 8  | 9  | 78 | 43  | +35 | 40  |
|  | 7.  | UD Benejúzar           | 34 | 16 | 7  | 11 | 58 | 41  | +17 | 39  |
|  | 8.  | Torrellano CF          | 34 | 16 | 9  | 12 | 72 | 47  | +25 | 39  |
|  | 9.  | CD Juvenia             | 34 | 15 | 7  | 12 | 60 | 46  | +14 | 37  |
|  | 10. | CD Montesinos          | 34 | 14 | 6  | 14 | 57 | 73  | -16 | 34  |
|  | 11. | CD Altet               | 34 | 14 | 3  | 17 | 57 | 49  | +8  | 31  |
|  | 12. | Fuente Álamo CF        | 34 | 8  | 10 | 16 | 38 | 61  | -23 | 26  |
|  | 13. | Kelme CF               | 34 | 11 | 4  | 19 | 49 | 106 | -57 | 26  |
|  | 14. | CD Balsicas            | 34 | 10 | 4  | 20 | 47 | 67  | -20 | 24  |
|  | 15. | Torrevieja CF Promesas | 34 | 8  | 7  | 19 | 37 | 77  | -40 | 23  |
|  | 16. | Pinatar CF             | 34 | 4  | 9  | 21 | 31 | 82  | -51 | 17  |
|  | 17. | UD Cañada Gallego      | 34 | 5  | 7  | 22 | 39 | 103 | -64 | 17  |
|  | 18. | CD Corvera             | 34 | 6  | 1  | 27 | 42 | 127 | -85 | 13  |

Pts = Puntos; PJ = Partidos Jugados; G = Partidos Ganados; E = Partidos Empatados; P = Partidos Perdidos; GF = Goles Anotados; GC = Goles Recibidos
|  | Asciende a Regional Preferente |

### Clasificación Grupo 3
|  |     | Equipos de fútbol      | PJ | G  | E  | P  | GF | GC  | Dif | Pts |
|  | --- | ---------------------- | -- | -- | -- | -- | -- | --- | --- | --- |
|  | 1.  | CD Alto Júcar          | 36 | 21 | 9  | 6  | 75 | 36  | +39 | 51  |
|  | 2.  | Atlético Fuenteálamo   | 36 | 22 | 7  | 7  | 87 | 53  | +34 | 51  |
|  | 3.  | CF Barrax              | 36 | 22 | 4  | 10 | 72 | 37  | +35 | 48  |
|  | 4.  | Madrigueras UD         | 36 | 19 | 10 | 7  | 87 | 46  | +41 | 48  |
|  | 5.  | UD Villamalea          | 36 | 19 | 10 | 7  | 69 | 44  | +25 | 48  |
|  | 6.  | Aguas Nuevas CF        | 36 | 19 | 8  | 9  | 79 | 45  | +34 | 46  |
|  | 7.  | Atlético Tarazona      | 36 | 17 | 11 | 8  | 67 | 34  | +33 | 45  |
|  | 8.  | Sporting La Gineta CF  | 36 | 15 | 7  | 14 | 54 | 53  | +1  | 37  |
|  | 9.  | CD Benitense           | 36 | 13 | 10 | 12 | 50 | 60  | -10 | 36  |
|  | 10. | Atlético Ibañés        | 36 | 13 | 9  | 13 | 63 | 53  | +10 | 35  |
|  | 11. | CP Imperial de Bonete  | 36 | 12 | 11 | 13 | 40 | 51  | -11 | 35  |
|  | 12. | CP Balazote            | 36 | 12 | 7  | 17 | 51 | 61  | -10 | 31  |
|  | 13. | Munera CF              | 36 | 12 | 6  | 18 | 50 | 74  | -24 | 30  |
|  | 14. | CP Pozo Cañada         | 36 | 9  | 10 | 17 | 59 | 79  | -20 | 28  |
|  | 15. | CF Chinchilla          | 36 | 11 | 5  | 20 | 66 | 93  | -27 | 27  |
|  | 16. | Atlético Mahora        | 36 | 10 | 6  | 20 | 49 | 88  | -39 | 26  |
|  | 17. | CP Cultural Valdeganga | 36 | 8  | 6  | 22 | 40 | 70  | -30 | 22  |
|  | 18. | AD Ossa de Montiel     | 36 | 6  | 5  | 24 | 57 | 138 | -81 | 17  |

Pts = Puntos; PJ = Partidos Jugados; G = Partidos Ganados; E = Partidos Empatados; P = Partidos Perdidos; GF = Goles Anotados; GC = Goles Recibidos

## Segunda Regional

### Clasificación Grupo 1
|  |     | Equipos de fútbol              | PJ | G  | E | P  | GF  | GC | Dif | Pts |
|  | --- | ------------------------------ | -- | -- | - | -- | --- | -- | --- | --- |
|  | 1.  | CD Cieza Promesas              | 28 | 19 | 5 | 4  | 102 | 30 | +72 | 43  |
|  | 2.  | Huracán Deportivo              | 28 | 18 | 6 | 4  | 74  | 23 | +51 | 42  |
|  | 3.  | Olímpico Vista Alegre          | 28 | 19 | 3 | 6  | 60  | 31 | +29 | 41  |
|  | 4.  | Alguazas CF                    | 28 | 17 | 6 | 5  | 92  | 43 | +49 | 40  |
|  | 5.  | Huracán CF                     | 28 | 16 | 5 | 7  | 74  | 53 | +21 | 37  |
|  | 6.  | La Murada                      | 28 | 14 | 7 | 7  | 47  | 33 | +14 | 35  |
|  | 7.  | La Hoya de Elche               | 28 | 11 | 5 | 12 | 34  | 46 | -12 | 27  |
|  | 8.  | Yéchar                         | 28 | 11 | 4 | 13 | 42  | 40 | +2  | 26  |
|  | 9.  | CD Granja                      | 28 | 8  | 8 | 12 | 45  | 51 | -6  | 24  |
|  | 10. | Atlético San Miguel de Salinas | 28 | 8  | 7 | 13 | 40  | 60 | -20 | 23  |
|  | 11. | Ulea                           | 28 | 7  | 6 | 15 | 31  | 58 | -27 | 20  |
|  | 12. | Benijófar                      | 28 | 8  | 2 | 18 | 42  | 71 | -29 | 18  |
|  | 13. | El Raal                        | 28 | 4  | 8 | 16 | 34  | 79 | -45 | 16  |
|  | 14. | Campaneta CF                   | 28 | 4  | 7 | 17 | 22  | 61 | -39 | 15  |
|  | 15. | Campos del Río CD              | 28 | 4  | 5 | 19 | 33  | 93 | -60 | 13  |

Pts = Puntos; PJ = Partidos Jugados; G = Partidos Ganados; E = Partidos Empatados; P = Partidos Perdidos; GF = Goles Anotados; GC = Goles Recibidos
|  | Asciende a Primera Regional |

### Clasificación Grupo 2
|  |     | Equipos de fútbol   | PJ | G  | E | P  | GF  | GC  | Dif  | Pts |
|  | --- | ------------------- | -- | -- | - | -- | --- | --- | ---- | --- |
|  | 1.  | CD Barea            | 26 | 24 | 2 | 0  | 122 | 11  | +111 | 50  |
|  | 2.  | Algezares CF        | 26 | 17 | 5 | 4  | 60  | 33  | +27  | 39  |
|  | 3.  | AD Mar Menor        | 26 | 16 | 6 | 4  | 79  | 31  | +48  | 38  |
|  | 4.  | Sucina CF           | 26 | 16 | 5 | 5  | 74  | 33  | +41  | 37  |
|  | 5.  | CD Levante          | 26 | 13 | 8 | 5  | 61  | 29  | +32  | 34  |
|  | 6.  | Beniaján CF         | 26 | 13 | 3 | 10 | 61  | 47  | +14  | 29  |
|  | 7.  | Ferroldán           | 26 | 11 | 5 | 10 | 40  | 30  | +10  | 27  |
|  | 8.  | Los Ramos           | 26 | 11 | 3 | 12 | 42  | 56  | -14  | 25  |
|  | 9.  | AD Las Palas        | 26 | 11 | 4 | 11 | 59  | 51  | +8   | 24  |
|  | 10. | CF Avileses         | 26 | 9  | 5 | 12 | 47  | 44  | +3   | 23  |
|  | 11. | CD Cuevas de Reyllo | 26 | 6  | 4 | 16 | 26  | 61  | -35  | 16  |
|  | 12. | Miranda             | 26 | 6  | 2 | 18 | 41  | 82  | -41  | 14  |
|  | 13. | Sordos              | 26 | 1  | 0 | 25 | 11  | 137 | -126 | 2   |
|  | 14. | Valladolises        | 0  | 0  | 0 | 0  | 0   | 0   | 0    | 0   |

Pts = Puntos; PJ = Partidos Jugados; G = Partidos Ganados; E = Partidos Empatados; P = Partidos Perdidos; GF = Goles Anotados; GC = Goles Recibidos
|  | Asciende a Primera Regional |

### Clasificación Grupo 3
|  |    | Equipos de fútbol         | PJ | G | E | P | GF | GC | Dif | Pts |
|  | -- | ------------------------- | -- | - | - | - | -- | -- | --- | --- |
|  | 1. | Montealegre CF            | 10 | 8 | 1 | 1 | 19 | 11 | +8  | 17  |
|  | 2. | CP Villarrobledo Promesas | 10 | 6 | 2 | 2 | 24 | 10 | +14 | 14  |
|  | 3. | CP El Bonillo             | 10 | 4 | 3 | 3 | 22 | 24 | -2  | 11  |
|  | 4. | SD Tobarra                | 10 | 4 | 2 | 4 | 23 | 18 | +5  | 10  |
|  | 5. | CD Socovos                | 10 | 1 | 2 | 7 | 20 | 31 | -11 | 4   |
|  | 6. | UD Alpera                 | 10 | 1 | 2 | 7 | 8  | 22 | -14 | 4   |

Pts = Puntos; PJ = Partidos Jugados; G = Partidos Ganados; E = Partidos Empatados; P = Partidos Perdidos; GF = Goles Anotados; GC = Goles Recibidos
|  | Asciende a Primera Regional |